# Ičkův dům
Ičkův dům (srbsky Ичкова кућа/Ičkova kuća) je kulturní památka a jeden z nejstarších domů v Zemunu. Jmenuje se podle Petra Ička. Nachází se na rozích ulic Bežanijska a Svetosavska.
Dům byl vybudován v roce 1793. Tvoří jej sklep, přízemí a podkroví v prvním patře. Dům vznikl pod vlivem klasicistní architektury. Měl být reprezentativním domem typickým pro konec 18. století. Přízemí sloužilo jako kavárna Kraljević Marko a vyšší část budovy sloužila k obývání. Objekt byl kompletně zrekonstruován v 80. letech 20. století a od roku 1981 má status kulturní památky. V letech 1990–1991 byly na památce provedeny konzervátorské práce.
Dům má svůj historický význam pro dějiny Srbska stanoven tím, že v něm přebýval kupec Petar Ičko, který po zavedení vlády dahijů na přelomu 18. a 19. století musel odejít z centrálního Srbska a útočiště našel v Zemunu, který byl již na území Uher. 